# Revolución Liberal de 1854
La Revolución Liberal de 1854, conocida también como la Revolución de Arequipa de 1854, fue una insurrección popular surgida en Perú durante el gobierno de José Rufino Echenique debido a acusaciones de corrupción. Estuvo acaudillada por Domingo Elías, Fermín del Castillo y Ramón Castilla.

## Antecedentes
A fines de 1853, Domingo Elías había acusado al presidente Echenique de ser "demasiado generoso" al pagar el monto de la deuda de la Consolidación (por perjuicios a los particulares por los daños en la época de la Independencia).
Echenique ordena la prisión de Elías y lo deporta. Sin embargo el rebelde ingresa a Tumbes desde el Ecuador, donde intenta un golpe que fracasa. Sorteando la vigilancia, llega a Ica y organiza un grupo de milicianos para hostigar al gobierno. Echenique manda sus tropas y luchan en los alrededores del cerro Saraja en una batalla bastante sangrienta (7 de enero de 1854). Mueren cerca de 150 partidarios de Elías. A comienzos de 1854 se unen a la rebelión los indios de Huaras que exigían la abolición del tributo indígena.

## Desarrollo
Comienzan los brotes de revolución y en Arequipa, Castilla se adueña de la insurrección. Llega el 13 de febrero a la Ciudad Blanca entre aclamaciones del pueblo. Echenique manda sus tropas al sur, pero Castilla con menos hombres defiende la ciudad.
A fines de marzo, Castilla se desplaza al Cusco. El 14 de abril recibe el anuncio de que la Junta Revolucionaria de Arequipa lo ha proclamado Presidente Provisorio. Con un ejército conformado llega a Andahuaylas el 8 de junio, y el 23 se reúne en Bombón con la división del general Del Castillo. El 3 de julio ocupa Huamanga, escoltado por los famosos "morochucos".
A pesar de que el país tenía dos presidentes, Castilla expide el 5 de julio el histórico decreto de abolición del tributo indígena, lo cual le da un carácter social a su revolución.
Domingo Elías vuelve al país. El gobierno manda tropas contra él y trata de defender la plaza de Arica, pero es derrotado. De otro lado, Vivanco desde su destierro en Chile, retorna pero no participa al sentirse "marginado" por Castilla. Desde Huamanga, este último traza su estrategia final.
Echenique avanza hacia Jauja y pensaba atacar a Castilla en Huancayo, pero no puede derrotar a las tropas del general Izcuchaca en Huancavelica. Entonces ocupa el Valle del Mantaro, mientras que Castilla acampa en una región pobre y decide ir por las alturas para amenazar la capital y obligar a Echenique a retornar a Lima.
Su plan dio resultado. El 3 de diciembre en Huancayo, Castilla da otro decreto trascendental: proclama la libertad de todos los hombres que se encuentran en el país, era el decreto de la abolición de la esclavitud.
El 5 de enero de 1855, en la hacienda La Palma, las tropas de Castilla derrotan a las de Echenique y este tiene que ser asilado en la casa del encargado de negocios británico, Sullivan. El Palacio de Gobierno, la casa del Presidente y la quinta de su esposa son saqueados, al igual que la de sus familiares y sus más cercanos colaboradores. Echenique parte al exilio.

## Consecuencias

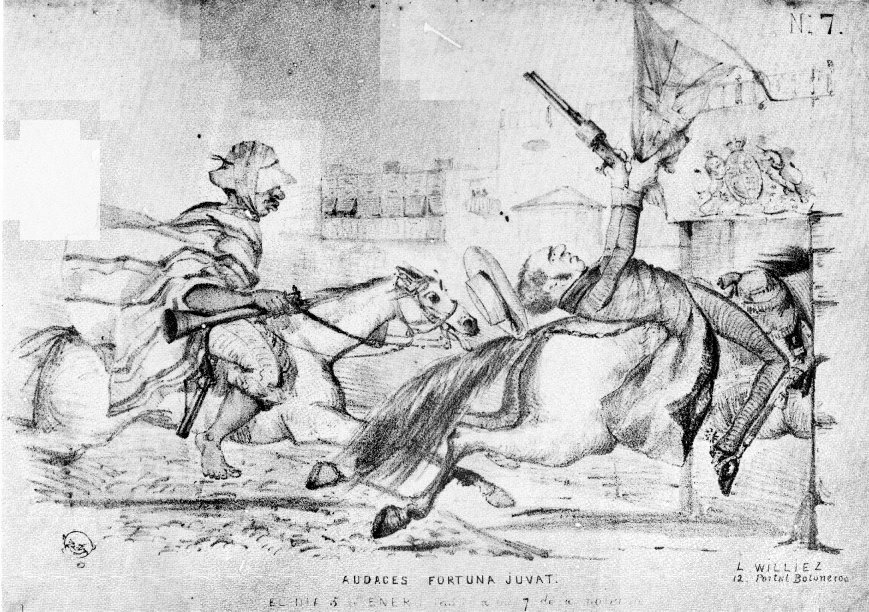
Huida del presidente Echenique, según caricatura de la época.

Triunfante la Revolución, se instaló un gobierno provisional con el general Ramón Castilla como Presidente, en cuyo gabinete ministerial figuraban conspicuos liberales como Pedro Gálvez Egúsquiza, Manuel Toribio Ureta y Domingo Elías. Siguiendo la tendencia pendular de la política peruana, luego de un gobierno conservador se dio así pase a otro de carácter liberal, aunque Castilla, en el fondo, no comulgase con el liberalismo.
Castilla convocó a elecciones para la reunión de una Asamblea Constituyente o Convención Nacional, cuyo misión sería reformar la Constitución conservadora de 1839. Por primera vez se convocó a elecciones con sufragio directo y universal: directo, pues no se elegiría a los Colegios Electorales, sino directamente a los representantes del nuevo Congreso; y universal, porque todos los peruanos votarían sin ninguna limitación, sin importar ser analfabeto o no tener fortuna.
Realizadas las elecciones y elegidos los representantes de la Convención Nacional, esta se instaló el 14 de julio de 1855. Su primera medida fue la ratificación de Castilla como Presidente Provisorio; luego dictó un Estatuto Provisorio, promulgado por Castilla el 27 de julio de ese mismo año. En dicho Estatuto, que debía regir mientras se discutiera la nueva Constitución, quedaron fijados las atribuciones del Jefe de Estado y señaladas las garantías individuales y nacionales.